# Civilization (jeu de société, 1980)
Pour les articles homonymes, voir Civilization.
Civilization (Civilisation pour son édition française) est un jeu de société britannique dans lequel les joueurs mènent chacun les destinées d'un peuple de l'antiquité dans une course au développement, de l'âge de pierre au dernier âge du fer, autour du bassin méditerranéen.
Conçu par Francis Tresham (en), le jeu a d'abord été publié au Royaume-Uni en 1980 par la société Hartland Trefoil (devenue ensuite Gibson Games), puis aux États-Unis en 1981 par Avalon Hill. Depuis le rachat de cette dernière par Hasbro, en 1998, le jeu n'était plus édité, jusqu'à une nouvelle réédition en 2018 par Gibson Games.

## Principe général
Requérant 2 à 7 joueurs, voire 8 joueurs avec une extension, Civilization marque l'histoire des jeux de plateau au début des années 1980, et advient au moment où se développe le concept de jeu de rôle sur table.
C'est un jeu complexe qui d'abord nécessite la lecture d'une dizaine de pages de règles. Il se déroule suivant une douzaine de phases successives, le tout pouvant durer une journée entière. Il est original à plusieurs titres : ce n'est pas un jeu de simulation militaire, même si des combats sont prévus : en fait ce sont les échanges entre joueurs, et donc la coopération et la diplomatie, qui donnent le carburant de la progression du marqueur de civilisation. Le jeu nécessite la prise en compte de plusieurs éléments : la population, les mouvements de population, les cités, les technologies et les biens commerciaux. 
C'est un jeu de course sur le compteur d'avancement de la civilisation, l'AST (Archaeological Succession Table) dans le jeu original ou, en français, la TSA (Table de Succession Archéologique). Ce tableau compte quinze cases de l'an - 8000 à - 250. Avancer sur certaines cases ne peut se faire que sous conditions : nombre de villes, technologies connues, nombre de points, etc. En attendant de remplir les conditions, le joueur est bloqué. Le premier arrivé au bout de la table a gagné. 
Le commerce est pris en compte sous la forme de cartes de 11 types de valeur croissante de 1 à 9 (du blé aux pierres précieuses, en passant par le bronze, le fer, etc.). On acquiert ces cartes grâce aux villes, qui elles-mêmes peuvent être construites dans les régions sur la carte sous le contrôle du joueur, au fur et à mesure de la croissance de sa population. 
Les échanges commerciaux sont la partie la plus diplomatique et la plus critique (également la plus ludique et la plus longue). Le commerce se fait par des échanges de cartes faces cachées, et si certaines informations doivent être obligatoirement correctes, il est permis de mentir sur le reste et de glisser une carte « calamité » telle que Piraterie, Épidémies et Désordres civils dans le lot. Il faut réunir le plus possible de cartes du même type : si une carte vaut 1 (valeur variable selon le type de marchandises), deux cartes valent 2 x 2 = 4 fois plus, trois cartes 3 x 3 = 9 fois plus, etc. Si un joueur réunit toutes les cartes du même type, il obtient donc un avantage conséquent. On dépense ensuite les cartes pour acquérir des progrès technologiques (agriculture, poterie, etc.), qui donnent des bonus divers et sont parfois obligatoires, mais qui sont aussi en nombre limité.

## Réception
La revue Jeux et Stratégie publie une critique élogieuse de Civilization, lui attribuant 8/10 ou 9/10 sur tous les aspects.

## Traduction et extensions
Une version française a été publiée par Jeux Descartes vers 1990 sous le nom Civilisation. Il s'agissait d'une traduction de la version britannique, non du jeu américain qui avait fait l'objet de quelques améliorations.
Plusieurs extensions sont parues (1982 : cartes de commerce supplémentaires, 1988 : extension ouest du plateau de jeu), jusqu'à la plus notable en 1991 :  Advanced Civilization, boîte contenant de nouvelles cartes de commerces et de civilisation et surtout une règle de jeu améliorée et de nombreuses annexes,.
Le jeu de société Civilization fut l'une des sources d'inspiration de Sid Meier lors de la création de son célèbre jeu vidéo homonyme, sorti en 1991 : Sid Meier's Civilization. Un contentieux sur la propriété du nom Civilization a surgi lorsque Avalon Hill a voulu sortir une version PC de son jeu, finalement dénommée Avalon Hill's Advanced Civilization. Depuis, MicroProse, la société de Sid Meier, a acheté l'éditeur initial et propriétaire des droits sur le jeu de société (Hartland Trefoil Ltd.) en 1997 se prémunissant ainsi de tout contentieux juridique sur le nom.
En 2016, 999 Games et Pegasus Spiele publient une nouvelle version du jeu, Mega Civilization (en anglais), tentaculaire car acceptant... de 5 à 18 joueurs ! Pour cela, on dispose non seulement d'une carte de l'Europe étendue, mais aussi d'une carte de l'Asie, avec de nouvelles ressources associées.
En 2018, Gibson Games republie le jeu avec des modifications mineures essentiellement esthétiques.